# Hovevei Zion
Hovevei Zion (en hebreo: חובבי ציון) (en español: "Los Amantes de Sion") es el nombre de un movimiento popular, social y nacional judío, que estuvo activo entre finales del siglo XIX y principios del siglo XX. Su objetivo era la renovación del pueblo de Israel, mediante el retorno a Sion, y la construcción de una patria judía en Palestina.Por otra parte, sin tomar en cuenta los derechos de los habitantes de otras religiones que allí se encontraban.

## Historia

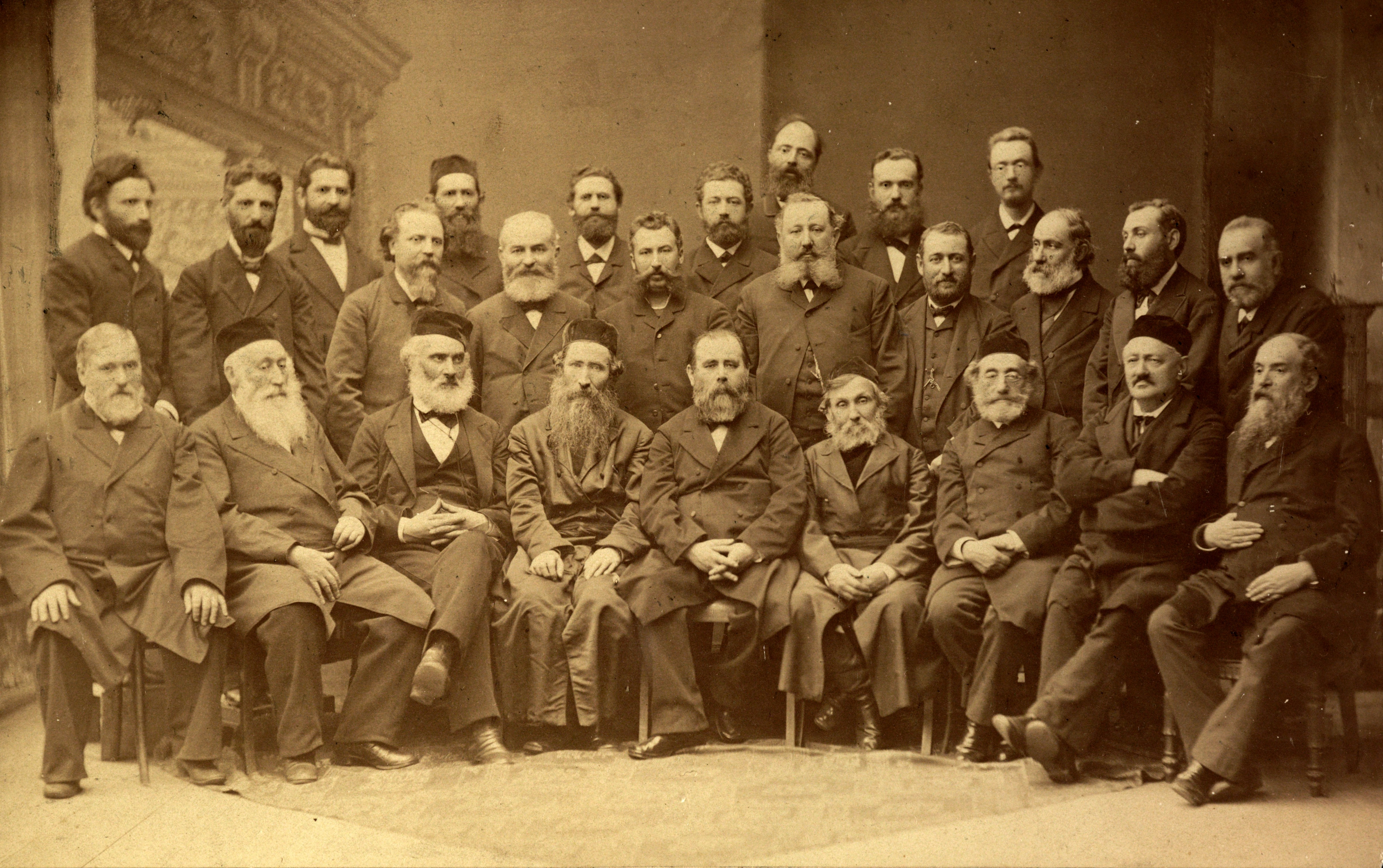
Participantes de la Conferencia de Katowice, 1884. En el centro de la primera fila, el rabino Samuel Mohilever y Leon Pinsker

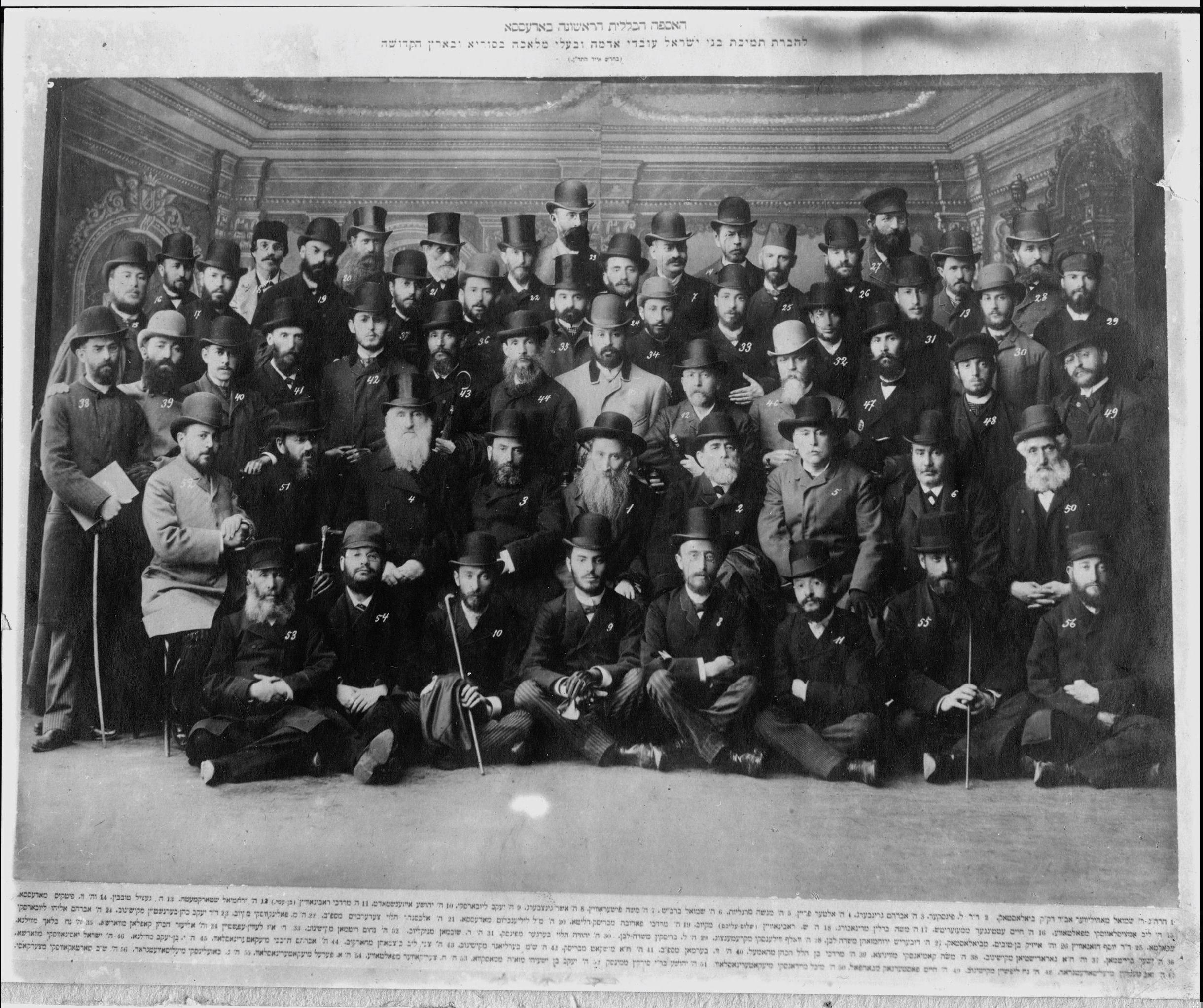
primera asamblea general del Comité de Odessa, 1890

El movimiento, fue bautizado al principio como "Amor de Sion", fue fundado en Rusia en 1881 por un médico de Odesa, el judío León Pinsker, tras los disturbios y pogromos antijudíos, que despertaron el espíritu comunitario de algunos, y dieron lugar al nacimiento de un movimiento popular, que estaba organizado en torno a la idea del regreso a Sion.
Aunque diversos proyectos e ideas similares habían sido previamente discutidas individualmente por personalidades como los rabinos Zvi Hirsch Kalischer y Yehuda Hay Alkalai, el filósofo Moses Hess, los escritores Aaron David Gordon, Peretz Smolenskin y Eliezer Ben Yehuda, los amantes de Sion fueron el primer movimiento popular que desarrolló e implementó los ideales del sionismo.
Tras este movimiento, aparecieron diversas asociaciones judías con otros nombres, las cuales promovían el asentamiento de los judíos en la Tierra de Israel. Un grupo sionista fue fundado en Varsovia por Ludovico Lázaro Zamenhof. El objetivo común se basaba en la idea de que no había salvación posible para los judíos en sus países de origen, y en que la solución estaba en el regreso a Sion. 
En la década de 1880 se produjeron oleadas de pogromos en Rusia (1881-1884) y la introducción de las leyes de Mayo por el Zar Alejandro III, seguidas de los disturbios antisemitas de Londres, a finales de la década de 1880. El Doctor Pinsker fue quien plantó las semillas ideológicas del amor a Sion, en su libro Autoemancipación, el cual fue publicado en 1882.
La conferencia de Katowice, en Polonia, fue la primera reunión oficial de la organización de los amantes de Sion, reunió a 35 representantes procedentes de diferentes países, y concluyó con el manifiesto de la alianza de los amantes de Sion, la cual fue presidida por el Doctor Pinsker. Esta alianza se llamó originalmente "Recuerdo de Moisés", en homenaje a Moses Montefiore, por sus acciones en favor de los judíos de la Tierra de Israel.
El movimiento de los amantes de Sion se extendió a todos los centros de población judía del Mundo. En Europa Central y en Europa Occidental, adoptó una forma más cultural. 
En la Europa de finales del siglo XIX, había judíos que eran contrarios a la asimilación cultural, fueron ellos los que sentaron las bases del movimiento político e ideológico sionista, liderado durante sus primeros años por el periodista Teodoro Herzl.
En el congreso de Katowice de 1884, el judío Tzvi Herman Shapira, propuso a la organización crear un fondo de compra de tierras en Palestina. Lo que más adelante sería el Fondo Nacional Judío (en inglés: Jewish National Fund). En la segunda conferencia de los amantes de Sion que tuvo lugar en Drusknik en 1887, aparecieron antagonismos entre los jóvenes dirigentes laicos (Menahem Usishkin y Meir Dizengoff), y las tendencias religiosas ortodoxas, bajo el liderazgo del rabino Samuel Mohaliver.
Durante la tercera conferencia, la influencia judía ortodoxa se fortaleció hasta la adhesión de la organización Bnei Moshé, la cual invirtió la tendencia del congreso a favor de una mayoría ilustrada y laica. La asociación tomó entonces el camino de una ideología cultural nacional. Los amantes de Sion, fundaron una asociación que promovía la propagación del idioma hebreo moderno, y publicaron diversas obras literarias en ese idioma.
En 1890, con la aprobación del gobierno ruso, crearon la asociación para la asistencia de los campesinos y los artesanos judíos en Siria y en Palestina, la cual organizaba las actividades del movimiento sionista en toda Rusia. El consejo central de la organización se llamaba el comité de Odesa. 
En 1897, antes de la celebración del primer congreso sionista, el comité de Odesa contaba con más de 4.000 miembros. Una vez que el congreso estableció la Organización Sionista Mundial, la asociación Hovevei Zion se unió a ella. Con la creación de la organización sionista mundial, bajo el liderazgo del periodista Teodoro Herzl, la asociación de los amantes de Sion y sus miembros, se unieron al movimiento sionista, y continuaron actuando dentro de dicho movimiento. 
En Palestina, una región de Oriente Próximo que formaba parte del Imperio Otomano, los amantes de Sion contribuyeron a la construcción de nuevas comunidades, y nuevas escuelas en Eretz Israel. Muchos de esos judíos, emigraron a Palestina y se convirtieron en los fundadores de las ciudades de Rishón LeZion, Rosh Piná, Zichron Yaakov, y otras poblaciones. Estaban entre los pioneros que fundaron la ciudad de Petah Tikvá. El consejo de la ciudad ucraniana de Odesa, fue disuelto en 1919 por los bolcheviques.